# Serie A1 2021-2022 (pallamano maschile)
La Serie A1 2021-2022 è stata la 53ª edizione del torneo di Serie A del campionato italiano di pallamano maschile, svoltasi dall'11 settembre 2021 al 29 maggio 2022.
A vincere la competizione è stato il Conversano, per la settima volta nella sua storia, che ha difeso il titolo vinto nella stagione precedente nella serie di finale contro la Junior Fasano.

## Stagione

### Iscrizioni e ufficialità
Il 12 giugno 2021 viene pubblicato il Vademecum ufficiale per la stagione sportiva 2021-2022.
Il 30 giugno è ufficiale la rinuncia all'iscrizione dell'Handball Siena.
Il 10 luglio a seguito del Consiglio Federale, vengono ufficializzate le compagini che prendono parte al campionato.

### Calendario e orari di gioco
Il 28 luglio viene pubblicato il calendario, con inizio ufficiale della regular season l'11 settembre 2021 e con termine il 7 maggio 2022; non sono presenti turni infrasettimanali; nelle ultime due giornate, le partite saranno disputate in contemporanea: il 30 aprile alle ore 17 e il 7 maggio alle ore 19.

### Diritti televisivi
Il 9 settembre viene ufficializzato il rinnovo della partnership con il sito di broadcasting Eleven Sports, dove verranno trasmesse tutte le partite del campionato in diretta con l'aggiunta delle Final8 di Coppa Italia.

### Mercato

#### Sessione estiva
Partendo dai campioni d'Italia in carica del Conversano, il roster subisce un ulteriore salto di qualità: arrivano il bosniaco Abdurahmanović dal Krivanja e il terzetto proveniente da Cassano Magnago, formato da Moretti, Possamai e Saitta. Lasciano la squadra i terzini Rosso (rientrante in Sicilia) e Hamzić.
Il Sassari dopo una fine di stagione rocambolesca ufficializza Filiberto Kokuca come nuovo allenatore: da Siena arrivano Bronzo, Bargelli e Leban; gli stranieri sono il croato Vrdoljak e il bosniaco Halilković, già visto in Italia al Bozen; a completare la squadra un'altra vecchia conoscenza del campionato italiano, Leo Querin, ex Conversano e Bozen, e l'italo-francese Paolo Bardi. A fronte dei sette arrivi sono sei le partenze: scendono in Serie A2 all'ambiziosa Molteno il jolly Marzocchini e il pivot Campestrini; Stabellini si trasferisce in Spagna al Villa de Aranda (seconda serie spagnola); Taurian, Braz e Kiepulski non rinnovano.
La Junior Fasano parla svedese: dopo il rinnovo di Järlstam vengono ingaggiati l'italo-svedese Gabriel De Santis e il centrale Hjortenbo; ulteriore tassello l'ala destra conversanese Carlo Sperti. Lasciano la squadra i solo fratelli De Angelis, con Tommaso che si aggrega al progetto federale Campus Italia e con Alessandro che rientra dal prestito al Teramo.
Il Bozen attraversa il ricambio generazionale: si ritirano Kammerer, Pircher e Šporčić, che resta a coprire il ruolo di allenatore; non rinnovano Skatar e Venturi, Greganić rientra al Nexe al termine del prestito e il pivot Marino lascia con un anno d'anticipo l'Alto Adige per andare a Siracusa, nell'ambito dello scambio che ha portato a Bolzano il pivot Mizzoni. Gli altri arrivi sono i terzini Ladakis e Mathà dalle retrocesse Cingoli e Fondi, il pivot Gligić dal Molteno e l'ala Pasini dal Siena.
Il Meran lascia partire Martini e Leo Prantner per fargli fare il grande salto in campionati blasonati come quello francese e spagnolo: il Saran, club neopromosso in Starligue, sarà la nuova squadra del pivot, mentre il Cuenca quella dell'ala destra figlio d'arte; inoltre lasciano dopo una stagione anche Nocelli e Iachemet; si ritira il portiere Cristanhell. Ad arrivare sono in quattro: lo svedese Bergklint dall'AIK, l'argentino Cuello dall'Albatro, il giovane portiere Coppola dal Mascalucia e l'esperto pivot Cascone, arrivato a preparazione iniziata causa rottura del crociato del giovane Romei.
Sempre in Trentino-Alto Adige, il Pressano aggiunge al roster lo svedese Jansson proveniente dall'Amo, l'ala sinistra Iachemet dal Meran e l'argentino Alberino per l'ala destra: quest'ultimo va a ricoprire il ruolo lasciato libero dopo dieci anni da Adriano Di Maggio, che lascia il club per motivi personali; l'altro addio è del terzino Argentin che ritorna nel club che lo aveva lanciato, il San Fior.
Spostandoci geograficamente un po'più su, in Val d'Isarco il Brixen piazza colpi importanti: dai campioni d'Italia del Conversano arriva il terzino sinistro Hamzić, che sarà affiancato dagli altri due terzini provenienti dal Cassano Magnago, Fantinato e Ardian Iballi, che si ricongiunge a suo fratello Endrit dopo che i due avevano condiviso la stagione 2019-2020 a Conversano; inoltre, sull'ala sinistra, prende il posto di Pivetta (svincolato) il nazionale Arcieri, proveniente da Siena. A lasciare il club sono l'ucraino Kholodiuk e il giovane Paul Wierer, anche lui in prestito al Campus Italia.
Chi vive una vera e propria rivoluzione è il Cassano Magnago: come già detto se ne vanno i pezzi pregiati Moretti, Possamai, Saitta, Ardian Iballi e Fantinato; lasciano inoltre il club lo storico portiere Ilić direzione Molteno e la giovane stella del panorama italiano Bortoli, attratto dalle sirene francesi dell'Istres. I due stranieri sono il serbo Milanović, rientrante da un infortunio al crociato e il montenegrino Nikočević, da due anni in Italia, prima a Pressano poi a Siena.
Un'altra squadra a cambiare molto è l'Albatro di Siracusa: la colonia sudamericana viene in parte smantellata, con gli addii di Cañete e Vanoli direzione Fondi, Cuello al Meran, Molineri di rientro in argentina e con i contratti di Grande e del dominicano Castillo non rinnovati. Ritornano in casacca bianconera il centrale Rosso dal Conversano e l'ala destra Bianchi; il nuovo portiere è Gabriele Randes che verrà affiancato dal ritorno dell'esperto Mincella; le novità sono rappresentate dal tunisino Fredj e dall'italo-argentino Morettin, oltre che dal già citato Marino proveniente dal Bozen nello scambio con Mizzoni. Lascia inoltre la squadra la giovane ala Sortino, ceduto alla neopromossa Carpi.
Per Trieste la novità principale è il ritorno in panchina dopo dodici anni dello sloveno Radojkovič, ex ct della Nazionale. Con lui arrivano Nocelli dal Meran, il giovane Aldini da Casalgrande, il serbo Mitrović e ritornano nel campionato italiano il portiere triestino Postogna e il terzino Pagano. 
Il croato Popović e i serbi Milović e Milovanović non vengono rinnovati.
Nessun stravolgimento per l'Eppan che conferma in toto la rosa, ad eccezione del terzino destro russo Semikov che viene sostituito da una vecchia conoscenza del campionato italiano, il serbo Uroš Lazarević. Il nuovo tecnico è il polacco Klimek, altoatesino d'adozione.
Le neopromosse Secchia Rubiera e Carpi non stanno a guardare: per i primi i due volti nuovi corrispondono al portiere ucraino Voliuvach, ex Sassari e Fondi, e il centrale lettone Māris Veršakovs. Per Carpi invece, i due slot da stranieri vengono occupati dal croato Josip Maršan da Umago e dal serbo Miljan Erić dal Dubočica 54; Sortino è la nuova ala sinistra e il giovane portiere tunisino Haj Frej rientra dal prestito; lascia la squadra l'ala destra Carabulea per approdare in prestito al Campus Italia.

#### Sessione invernale
Il primo a cambiare è Trieste: risolve il contratto con il serbo Mitrović, tessera a gettone il portiere Milovanović a causa dell'infortunio al tendine d'Achille a Postogna e infine perde anche Dapiran, passato ai rivali del Brixen. Il Secchia Rubiera corre ai ripari a seguito dei diversi infortuni verificatisi e tessera Matteo Cavina, ex Romagna. E poi i ritorni: prima Martini al Meran, reduce dall'esperienza francese con il Saran, e poi Felipe Gaeta, che alla soglia dei quarant'anni ritorna a giocare dopo alcuni mesi di stop al Bozen, complici anche gli infortuni al crociato per il terzino Udovičić e soprattutto l'ala Sonnerer. La Junior Fasano si rafforza ulteriormente con l'ingaggio di Riccardo Stabellini, proveniente da una non entusiasmante esperienza in Spagna al Villa de Aranda; gli lascia posto lo svedese Hjortenbo, che risolve il contratto con la società pugliese. Cambia anche Eppan, che è costretto a rinunciare a Štarolis per un infortunio alla spalla: al suo posto viene prelevato dallo Spartak Subotica il 22enne serbo Stanković. In zona retrocessione il Secchia Rubiera raddoppia e si assicura le prestazioni di Pagano dal Trieste; il Cassano Magnago complice l'infortunio al crociato di Nikočević tessera il serbo Jezdimirović, proveniente al Brno; il Carpi poi si rende protagonista di uno dei colpi del mercato invernale, riportando in Italia Kreshnik Kasa dai francesi dell'Istres. Sassari lascia partire Vrdoljak direzione Merano, che saluta lo svedese Bergklint out tutta la stagione, e si rinforza con il gabonese Tabanguet. L'ultimo colpo di mercato è targato ancora Andrea Giordo, DS dei sardi, che si assicura il passaggio a Sassari dal Brixen di Valerio Sampaolo, che saluta l'Alto Adige dopo una stagione e mezza. A sostituirlo arriva a Brixen il portiere Mate Volarević, ex Bozen.

## Formula del torneo

### Stagione regolare
Il campionato si svolge tra 13 squadre che si affrontarono con la formula del girone unico all'italiana con partite di andata e ritorno.
Per ogni incontro i punti assegnati in classifica sono così determinati:
- due punti per la squadra che vinca l'incontro;
- un punto per il pareggio;
- zero punti per la squadra che perda l'incontro.

Al termine della stagione regolare le prime quattro classificata si qualificano per i playoff scudetto.
Le squadre classificate dal 10º al 13º si qualificano per i playout retrocessione

### Playoff scudetto
Le squadre classificate dal 1º al 4º posto in classifica al termine della fase regolare partecipano ai play-off scudetto, che si disputano con la formula ad eliminazione diretta di semifinali e finale 1º-2º posto al meglio di due gare su tre (la terza gara si disputa nel caso le prime due siano terminate con una vittoria per parte o con due pareggi, a prescindere dai risultati dei singoli incontri). La seconda e terza gara nelle semifinali e nella finale si disputano in casa della squadra meglio classificata al termine della fase regolare

### Playout retrocessione
Le squadre classificate dal 10º al 13º posto in classifica al termine della fase regolare partecipano ai play-out retrocessione, che si disputano con la formula ad eliminazione diretta di semifinali e finale al meglio di due gare su tre (la terza gara si disputa nel caso le prime due siano terminate con una vittoria per parte o con due pareggi, a prescindere dai risultati dei singoli incontri). La seconda e terza gara nelle semifinali e nella finale si disputano in casa della squadra meglio classificata al termine della fase regolare

### Verdetti
Al termine del campionato a seconda dei risultati ottenuti, vengono emessi i seguenti verdetti:
- Vincitrice dei playoff: viene proclamata campione d'Italia ed acquisisce il diritto a partecipare alla EHF European Cup;
- finalista dei playoff: acquisisce il diritto a partecipare alla EHF European Cup;
- perdente dei playout: retrocede in A2.

## Squadre partecipanti
| Squadra          | Stagione | Città                              | Sponsor tecnico | Palasport               | Stagione precedente  |
| ---------------- | -------- | ---------------------------------- | --------------- | ----------------------- | -------------------- |
| Albatro Siracusa | dettagli | Siracusa                           | Joma            | PalaAkradina            | 10º posto            |
| Bozen            | dettagli | Bolzano                            | Macron          | PalaGasteiner           | 4º posto             |
| Brixen           | dettagli | Bressanone (BZ)                    | Mizuno          | Raiffeisen Arena        | 8º posto             |
| Carpi            | dettagli | Carpi (MO)                         | Mizuno          | PalaVallauri            | 2º posto in Serie A2 |
| Cassano Magnago  | dettagli | Cassano Magnago (VA)               | Mapsport        | PalaTacca               | 9º posto             |
| Conversano       | dettagli | Conversano (BA)                    | Kappa           | Pala San Giacomo        | Vincitore            |
| Eppan            | dettagli | Appiano sulla strada del vino (BZ) | Terranova       | Raiffeisenhalle         | 12º posto            |
| Junior Fasano    | dettagli | Fasano (BR)                        | Macron          | Palestra "Franco Zizzi" | 3º posto             |
| Meran            | dettagli | Merano (BZ)                        | Erreà           | Karl Wolf Arena         | 5º posto             |
| Pressano         | dettagli | Lavis (TN)                         | Joma            | PaLavis                 | 7º posto             |
| Sassari          | dettagli | Sassari                            | EYE Sport       | PalaSantoru             | 2º posto             |
| Secchia Rubiera  | dettagli | Rubiera (RE)                       | Kappa           | PalaBursi               | 1º posto in Serie A2 |
| Trieste          | dettagli | Trieste                            | Mizuno          | PalaChiarbola           | 11º posto            |

## Risultati
| Andata       | Andata          | 1ª/14ª giornata      | Ritorno | Ritorno    |
|              |                 |                      |         |            |
| 11 settembre | 30-26           | Pressano - Bozen     | 26-29   | 2 marzo    |
| 11 settembre | 34-24           | Brixen - Albatro     | 35-24   | 22 gennaio |
| 11 settembre | 29-24           | Sassari - C.Magnago  | 32-27   | 22 gennaio |
| 11 settembre | 30-22           | Conversano - Meran   | 29-24   | 22 gennaio |
| 11 settembre | 25-34           | S.Rubiera - J.Fasano | 19-29   | 22 gennaio |
| 11 settembre | 23-32           | Carpi - Eppan        | 34-29   | 9 marzo    |
| 11 settembre | Riposa: Trieste |                      |         |            |

| Andata       | Andata          | 2ª/15ª giornata      | Ritorno | Ritorno    |
|              |                 |                      |         |            |
| 18 settembre | 29-29           | Eppan - Pressano     | 22-27   | 29 gennaio |
| 18 settembre | 18-25           | C.Magnago - Brixen   | 25-30   | 29 gennaio |
| 18 settembre | 28-23           | Bozen - Trieste      | 28-28   | 18 marzo   |
| 18 settembre | 17-27           | Albatro - Conversano | 16-31   | 29 gennaio |
| 18 settembre | 36-19           | Meran - S.Rubiera    | 33-27   | 29 gennaio |
| 18 settembre | 30-24           | J.Fasano - Carpi     | 45-29   | 29 gennaio |
| 18 settembre | Riposa: Sassari |                      |         | 29 gennaio |

| Andata       | Andata           | 3ª/16ª giornata        | Ritorno | Ritorno     |
|              |                  |                        |         |             |
| 25 settembre | 25-24            | Sassari - Brixen       | 27-32   | 6 aprile    |
| 25 settembre | 34-34            | Eppan - Bozen          | 30-32   | 19 febbraio |
| 25 settembre | 20-15            | Conversano - C.Magnago | 30-25   | 19 febbraio |
| 25 settembre | 26-25            | S.Rubiera - Albatro    | 26-21   | 20 feb.     |
| 25 settembre | 32-33            | Carpi - Meran          | 23-26   | 19 febbraio |
| 25 settembre | 25-26            | Trieste - J.Fasano     | 20-25   | 19 febbraio |
| 25 settembre | Riposa: Pressano |                        |         | 19 febbraio |

| Andata    | Andata                  | 4ª/17ª giornata     | Ritorno | Ritorno     |
|           |                         |                     |         |             |
| 2 ottobre | 23-22                   | Brixen - Conversano | 20-24   | 30 marzo    |
| 2 ottobre | 28-19                   | Sassari - Carpi     | 32-25   | 12 febbraio |
| 2 ottobre | 19-25                   | Albatro - Trieste   | 19-24   | 12 febbraio |
| 2 ottobre | 29-24                   | J.Fasano - Pressano | 21-23   | 12 febbraio |
| 2 ottobre | 31-30                   | Meran - Eppan       | 28-22   | 12 febbraio |
| 2 ottobre | 25-23                   | C.Magnago - Bozen   | 25-25   | 12 febbraio |
| 2 ottobre | Riposa: Secchia Rubiera |                     |         | 12 febbraio |

| Andata     | Andata             | 5ª/18ª giornata     | Ritorno | Ritorno     |
|            |                    |                     |         |             |
| 16 ottobre | 35-26              | Trieste - Brixen    | 18-28   | 26 febbraio |
| 16 ottobre | 21-38              | S.Rubiera - Sassari | 24-29   | 26 febbraio |
| 16 ottobre | 30-26              | Carpi - C.Magnago   | 29-29   | 27 feb.     |
| 16 ottobre | 27-21              | Pressano - Albatro  | 29-23   | 26 febbraio |
| 16 ottobre | 32-32              | Eppan - J.Fasano    | 26-33   | 26 febbraio |
| 16 ottobre | 27-26              | Bozen - Meran       | 24-38   | 26 febbraio |
| 16 ottobre | Riposa: Conversano |                     |         | 26 febbraio |

| Andata     | Andata        | 6ª/19ª giornata      | Ritorno | Ritorno |
|            |               |                      |         |         |
| 10 nov.    | 32-32         | Sassari - Conversano | 24-31   | 5 marzo |
| 23 ottobre | 27-15         | Brixen - S.Rubiera   | 26-26   | 5 marzo |
| 23 ottobre | 21-20         | Albatro - Eppan      | 27-36   | 5 marzo |
| 23 ottobre | 35-23         | J.Fasano - Bozen     | 31-19   | 5 marzo |
| 23 ottobre | 22-27         | Meran - Pressano     | 23-26   | 5 marzo |
| 23 ottobre | 28-20         | C.Magnago - Trieste  | 24-23   | 5 marzo |
| 23 ottobre | Riposa: Carpi |                      |         | 5 marzo |

| Andata     | Andata        | 7ª/20ª giornata       | Ritorno | Ritorno  |
|            |               |                       |         |          |
| 30 ottobre | 23-28         | Carpi - Conversano    | 24-34   | 12 marzo |
| 30 ottobre | 36-27         | J.Fasano - Meran      | 29-28   | 12 marzo |
| 30 ottobre | 30-29         | Pressano - Brixen     | 19-24   | 12 marzo |
| 30 ottobre | 25-29         | Trieste - Sassari     | 25-30   | 12 marzo |
| 30 ottobre | 26-31         | S.Rubiera - C.Magnago | 27-28   | 12 marzo |
| 30 ottobre | 34-26         | Bozen - Albatro       | 25-23   | 12 marzo |
| 30 ottobre | Riposa: Eppan |                       |         | 12 marzo |

| Andata      | Andata        | 8ª/21ª giornata        | Ritorno | Ritorno  |
|             |               |                        |         |          |
| 13 novembre | 38-21         | Conversano - S.Rubiera | 35-19   | 26 marzo |
| 13 novembre | 21-29         | Albatro - J.Fasano     | 24-28   | 26 marzo |
| 13 novembre | 39-27         | Brixen - Carpi         | 25-23   | 26 marzo |
| 13 novembre | 35-38         | Sassari - Eppan        | 29-22   | 26 marzo |
| 13 novembre | 20-22         | C.Magnago - Pressano   | 24-21   | 26 marzo |
| 13 novembre | 27-25         | Meran - Trieste        | 29-30   | 26 marzo |
| 13 novembre | Riposa: Bozen |                        |         | 26 marzo |

| Andata      | Andata                | 9ª/22ª giornata      | Ritorno | Ritorno  |
|             |                       |                      |         |          |
| 20 novembre | 21-15                 | Carpi - S.Rubiera    | 26-31   | 2 aprile |
| 20 novembre | 25-21                 | Meran - Albatro      | 24-23   | 2 aprile |
| 20 novembre | 25-29                 | Trieste - Conversano | 23-28   | 2 aprile |
| 20 novembre | 26-39                 | Bozen - Brixen       | 25-27   | 2 aprile |
| 20 novembre | 24-28                 | Pressano - Sassari   | 25-33   | 2 aprile |
| 20 novembre | 28-27                 | Eppan - C.Magnago    | 20-24   | 2 aprile |
| 20 novembre | Riposa: Junior Fasano |                      |         | 2 aprile |

| Andata      | Andata        | 10ª/23ª giornata      | Ritorno | Ritorno  |
|             |               |                       |         |          |
| 27 nov.     | 26-34         | S.Rubiera - Trieste   | 17-26   | 9 aprile |
| 8 dic.      | 27-28         | Conversano - Pressano | 35-26   | 9 aprile |
| 27 novembre | 23-24         | Carpi - Bozen         | 26-29   | 9 aprile |
| 27 novembre | 25-16         | C.Magnago - Albatro   | 23-23   | 9 aprile |
| 27 novembre | 27-29         | Sassari - J.Fasano    | 24-24   | 9 aprile |
| 27 novembre | 39-34         | Brixen - Eppan        | 35-30   | 9 aprile |
| 27 novembre | Riposa: Meran |                       |         | 9 aprile |

| Andata     | Andata          | 11ª/24ª giornata     | Ritorno | Ritorno   |
|            |                 |                      |         |           |
| 4 dic.     | 22-21           | Trieste - Carpi      | 24-24   | 23 aprile |
| 4 dic.     | 31-21           | Pressano - S.Rubiera | 25-27   | 23 aprile |
| 15 dic.    | 31-37           | Eppan - Conversano   | 19-34   | 23 aprile |
| 4 dicembre | 29-29           | Meran - Brixen       | 25-31   | 23 aprile |
| 4 dicembre | 28-21           | J.Fasano - C.Magnago | 26-24   | 23 aprile |
| 4 dicembre | 26-27           | Bozen - Sassari      | 23-36   | 23 aprile |
| 4 dicembre | Riposa: Albatro |                      |         | 23 aprile |

| Andata      | Andata         | 12ª/25ª giornata      | Ritorno | Ritorno   |
|             |                |                       |         |           |
| 11 dicembre | 25-21          | Trieste - Eppan       | 29-26   | 30 aprile |
| 11 dicembre | 23-33          | S.Rubiera - Bozen     | 33-33   | 30 aprile |
| 11 dicembre | 14-25          | Carpi - Pressano      | 33-32   | 30 aprile |
| 11 dicembre | 25-25          | C.Magnago - Meran     | 27-38   | 30 aprile |
| 11 dicembre | 29-26          | Sassari - Albatro     | 30-21   | 30 aprile |
| 11 dicembre | 35-33          | Conversano - J.Fasano | 25-28   | 30 aprile |
| 11 dicembre | Riposa: Brixen |                       |         | 30 aprile |

| Andata      | Andata                  | 13ª/26ª giornata   | Ritorno | Ritorno  |
|             |                         |                    |         |          |
| 18 dicembre | 22-19                   | Pressano - Trieste | 23-29   | 7 maggio |
| 18 dicembre | 33-24                   | Eppan - S.Rubiera  | 34-23   | 7 maggio |
| 18 dicembre | 29-29                   | Bozen - Conversano | 20-36   | 7 maggio |
| 18 dicembre | 25-29                   | Meran - Sassari    | 26-37   | 7 maggio |
| 18 dicembre | 28-25                   | J.Fasano - Brixen  | 23-29   | 7 maggio |
| 18 dicembre | 20-22                   | Albatro - Carpi    | 21-21   | 7 maggio |
| 18 dicembre | Riposa: Cassano Magnago |                    |         | 7 maggio |

## Classifica
|       | Pos. | Squadra          | Pt | G  | V  | N | S  | GF  | GS  | D    |
| ----- | ---- | ---------------- | -- | -- | -- | - | -- | --- | --- | ---- |
|       | 1.   | Junior Fasano    | 40 | 24 | 19 | 2 | 3  | 711 | 599 | +112 |
|       | 2.   | Conversano       | 40 | 24 | 19 | 2 | 3  | 726 | 567 | +159 |
| [ 7 ] | 3.   | Sassari          | 38 | 24 | 18 | 2 | 4  | 719 | 618 | +101 |
|       | 4.   | Brixen           | 36 | 24 | 17 | 2 | 5  | 701 | 602 | +99  |
|       | 5.   | Pressano         | 27 | 24 | 13 | 1 | 10 | 621 | 608 | +13  |
|       | 6.   | Meran            | 24 | 24 | 11 | 2 | 11 | 670 | 658 | +12  |
|       | 7.   | Bozen            | 23 | 24 | 9  | 5 | 11 | 645 | 699 | -54  |
|       | 8.   | Trieste          | 22 | 24 | 10 | 2 | 12 | 602 | 603 | -1   |
|       | 9.   | Cassano Magnago  | 20 | 24 | 8  | 4 | 12 | 590 | 616 | -26  |
|       | 10.  | Eppan            | 15 | 24 | 6  | 3 | 15 | 678 | 712 | -34  |
|       | 11.  | Carpi            | 13 | 24 | 5  | 3 | 16 | 607 | 679 | -84  |
|       | 12.  | Secchia Rubiera  | 10 | 24 | 3  | 2 | 19 | 561 | 726 | -165 |
|       | 13.  | Albatro Siracusa | 4  | 24 | 1  | 2 | 21 | 522 | 655 | -133 |

Legenda:
  Ammessi ai play-off scudetto o ai play-out.
      Campione d'Italia e qualificata all'European Cup.
      Qualificata all'European Cup.
      Retrocessa in Serie A2.
Fonte: sito ufficiale FIGH

## Play-out retrocessione

### Tabellone
|  | Semifinali       | Semifinali       | Semifinali | Semifinali | Semifinali |  |  | Finale          | Finale          | Finale          | Finale | Finale |  |
|  |                  |                  |            |            |            |  |  |                 |                 |                 |        |        |  |
|  | Eppan            | Eppan            | 26         | 24         | 21         |  |  |                 |                 |                 |        |        |  |
|  | Albatro Siracusa | Albatro Siracusa | 26         | 24         | 26         |  |  | Eppan           | Eppan           | Eppan           | 21     | 27     |  |
|  | Carpi            | Carpi            | 24         | 25         | 28         |  |  | Secchia Rubiera | Secchia Rubiera | Secchia Rubiera | 30     | 27     |  |
|  | Secchia Rubiera  | Secchia Rubiera  | 23         | 26         | 20         |  |  |                 |                 |                 |        |        |  |

### Semifinali
| Arbitri: | Giovanni Fato Luigi Guarini (Fasano) |

|           |           |             |
| Bobičić 8 | Marcatori | Oberrauch 6 |

| Arbitri: | Marcello Carrino Stefano Pellegrino (Napoli) |

|             |           |            |
| Oberrauch 7 | Marcatori | Bobičić 11 |

| Arbitri: | Alex Passeri Stefano Rinaldi (Pescara) |

|            |           |           |
| Brantsch 7 | Marcatori | Bobičić 7 |

| Arbitri: | Alex Passeri Stefano Rinaldi (Pescara) |

|             |           |         |
| Veršakovs 8 | Marcatori | Kasa 10 |

| Arbitri: | Davide Schiavone (Siracusa) Luca Nicolella (Benevento) |

|         |           |         |
| Kasa 13 | Marcatori | Garau 6 |

| Arbitri: | Stefano Riello (Torri di Quartesolo) Niccolò Panetta (Perinaldo) |

|              |           |          |
| Ceccarini 10 | Marcatori | Pagano 5 |

### Finale
| Arbitri: | Gianna Stella Merisi (Gallarate) Andrea Pepe (Sassari) |

|             |           |             |
| Veršakovs 9 | Marcatori | Oberrauch 7 |

| Arbitri: | Marcello Carrino Stefano Pellegrino (Napoli) |

|            |           |         |
| Brantsch 8 | Marcatori | Garau 5 |

## Play-off scudetto

### Tabellone
|  | Semifinali    | Semifinali    | Semifinali    | Semifinali | Semifinali |  |  | Finale        | Finale        | Finale        | Finale | Finale |  |
|  |               |               |               |            |            |  |  |               |               |               |        |        |  |
|  | Junior Fasano | Junior Fasano | Junior Fasano | 27         | 26         |  |  |               |               |               |        |        |  |
|  | Brixen        | Brixen        | Brixen        | 27         | 25         |  |  | Junior Fasano | Junior Fasano | Junior Fasano | 24     | 28     |  |
|  | Conversano    | Conversano    | Conversano    | 32         | 24         |  |  | Conversano    | Conversano    | Conversano    | 31     | 28     |  |
|  | Sassari       | Sassari       | Sassari       | 27         | 23         |  |  |               |               |               |        |        |  |

### Semifinali
| Arbitri: | Gianna Stella Merisi (Gallarate) Andrea Pepe (Sassari) |

|          |           |             |
| Čutura 6 | Marcatori | Angiolini 7 |

| Arbitri: | Ciro Cardone Luciano Cardone (Napoli) |

|            |           |           |
| Järlstam 6 | Marcatori | Čutura 11 |

| Arbitri: | Ciro Cardone Luciano Cardone (Napoli) |

|           |           |                      |
| Pereira 6 | Marcatori | Possamai, Radovčić 6 |

| Arbitri: | Francesco Simone (Altamura) Volodymyr Filonenko (Ucraina) |

|            |           |                     |
| Rossetto 7 | Marcatori | Bronzo, Tabanguet 5 |

### Finale
| Arbitri: | Carlo Dionisi Stefano Maccarone (L'Aquila) |

|            |           |             |
| Radovčić 9 | Marcatori | Järlstam 10 |

| Arbitri: | Stefano Riello (Torri di Quartesolo) Niccolò Panetta (Perinaldo) |

|            |           |            |
| Järlstam 8 | Marcatori | Moretti 12 |

## Allenatori, capitani e primatisti
| Squadra                             | Allenatore                                                            | Capitano            | Capocannoniere (tra parentesi il numero dei gol segnati) |
| ----------------------------------- | --------------------------------------------------------------------- | ------------------- | -------------------------------------------------------- |
| Teamnetwork Albatro Siracusa        | Giuseppe Vinci                                                        | Gianluca Vinci      | Giovanni Rosso (101)                                     |
| SSV Bozen Loacker-Volksbank         | Mario Šporčić                                                         | Dean Turković       | Dean Turković (123)                                      |
| SSV Brixen Handball                 | Davor Čutura                                                          | Alex Wierer         | Stefano Arcieri (115)                                    |
| Pallamano Carpi 2019                | Davide Serafini                                                       | Luigi Pieracci      | Francesco Ceccarini (125)                                |
| Cassano Magnago HC                  | Davide Kolec                                                          | Saša Milanović      | Federico Mazza (177)                                     |
| Accademia Pallamano Conversano 1973 | Alessandro Tarafino                                                   | Umberto Giannoccaro | Alessio Moretti (137)                                    |
| ASV Sparer Eppan                    | Adam Klimek (1ª-8ª) Miljan Gagović (9ª-20ª) Mile Malešević (21ª-24ª)  | Moritz Pircher      | Uroš Lazarević (161)                                     |
| Junior Fasano                       | Francesco Ancona                                                      | Flavio Messina      | Albin Järlstam (154)                                     |
| SC Meran Handball Alperia           | Jürgen Prantner                                                       | Lukas Stricker      | Juan Pablo Cuello (145)                                  |
| Pallamano Pressano                  | Alessandro Fusina                                                     | Alessio Giongo      | Germán Alberino (107)                                    |
| Raimond Handball Sassari            | Filiberto Kokuca (1ª-12ª) Lorenzo Vosca (13ª) Luigi Passino (14ª-24ª) | Francesco Mbaye Ogo | Giovanni Nardin (134)                                    |
| Pallamano Secchia Rubiera           | Luca Galluccio                                                        | Andrea Benci        | Māris Veršakovs (139)                                    |
| Pallamano Trieste                   | Fredi Radojkovič                                                      | Marco Visintin      | Adam Bratkovič (113)                                     |

## Statistiche

### Squadre

#### Capoliste solitarie
|    | —— | —— | ——            | ——            | ——            | ——            | ——            | ——            | ——            | ——            | ——            | ——            | ——            | ——            | ——            | ——            | ——            | ——            | ——            | ——            | ——            | ——  | ——  | ——  | ——  | —— |  |
|    |    |    | Junior Fasano | Junior Fasano | Junior Fasano | Junior Fasano | Junior Fasano | Junior Fasano | Junior Fasano | Junior Fasano | Junior Fasano | Junior Fasano | Junior Fasano | Junior Fasano | Junior Fasano | Junior Fasano | Junior Fasano | Junior Fasano | Junior Fasano | Junior Fasano | Junior Fasano |     |     | JF  |     |    |  |
|    |    |    |               |               |               |               |               |               |               |               |               |               |               |               |               |               |               |               |               |               |               |     |     |     |     |    |  |
|    |    |    |               |               |               |               |               |               |               |               |               |               |               |               |               |               |               |               |               |               |               |     |     |     |     |    |  |
| 1ª | 2ª | 3ª | 4ª            | 5ª            | 6ª            | 7ª            | 8ª            | 9ª            | 10ª           | 11ª           | 12ª           | 13ª           | 14ª           | 15ª           | 16ª           | 17ª           | 18ª           | 19ª           | 20ª           | 21ª           | 22ª           | 23ª | 24ª | 25ª | 26ª |    |  |

#### Classifica in divenire
|                    | 1ª | 2ª | 3ª | 4ª | 5ª | 6ª | 7ª | 8ª  | 9ª | 10ª | 11ª | 12ª | 13ª | 14ª | 15ª | 17ª | 16ª | 18ª | 19ª | 20ª | 21ª | 22ª | 23ª | 24ª | 25ª | 26ª |
| ------------------ | -- | -- | -- | -- | -- | -- | -- | --- | -- | --- | --- | --- | --- | --- | --- | --- | --- | --- | --- | --- | --- | --- | --- | --- | --- | --- |
| ASD Albatro        | 0  | 0  | 0  | 0  | 0  | 2  | 2  | 2   | 2  | 2   | 2   | 2   | 2   | 2   | 2   | 2   | 2   | 2   | 2   | 2   | 2   | 2   | 3   | 3   | 3   | 4   |
| SSV Bozen          | 0  | 2  | 3  | 3  | 5  | 5  | 7  | 7   | 7  | 9   | 9   | 11  | 12  | 12* | 12* | 13  | 15  | 15  | 17* | 19  | 20* | 20  | 22  | 22  | 23  | 23  |
| SSV Brixen         | 2  | 4  | 4  | 6  | 6  | 8  | 8  | 10  | 12 | 14  | 15  | 15  | 15  | 17  | 19  | 19* | 19  | 21  | 22  | 24  | 26  | 28  | 32* | 34  | 34  | 36  |
| Carpi              | 0  | 0  | 0  | 0  | 2  | 2  | 2  | 2   | 4  | 4   | 4   | 4   | 6   | 6*  | 6   | 6   | 6   | 7   | 7   | 9*  | 9   | 9   | 9   | 10  | 12  | 13  |
| Cassano Magnago HC | 0  | 0  | 0  | 2  | 2  | 4  | 6  | 6   | 6  | 8   | 8   | 9   | 9   | 9   | 9   | 10  | 10  | 11  | 13  | 15  | 17  | 19  | 20  | 20  | 20  | 20  |
| Conversano         | 2  | 4  | 6  | 6  | 6  | 6* | 8  | 11* | 13 | 13  | 13* | 15  | 18* | 20  | 22  | 22* | 24  | 24  | 26  | 28  | 30  | 34* | 36  | 38  | 38  | 40  |
| ASV Eppan          | 2  | 3  | 4  | 4  | 5  | 5  | 5  | 7   | 9  | 9   | 9   | 9   | 11  | 11* | 11  | 11  | 11  | 11  | 13  | 13  | 13  | 13  | 13  | 13  | 13  | 15  |
| Junior Fasano      | 2  | 4  | 6  | 8  | 9  | 11 | 13 | 15  | 15 | 17  | 19  | 19  | 21  | 23  | 25  | 25  | 27  | 29  | 31  | 33  | 35  | 35  | 36  | 38  | 40  | 40  |
| SC Meran           | 0  | 2  | 4  | 6  | 6  | 6  | 6  | 8   | 10 | 10  | 11  | 12  | 12  | 12  | 14  | 16  | 18  | 20  | 20  | 20  | 20  | 22  | 22  | 22  | 24  | 24  |
| Pressano           | 2  | 3  | 3  | 3  | 5  | 7  | 9  | 11  | 11 | 11* | 13  | 17* | 19  | 19* | 21  | 23  | 23  | 25  | 27  | 27  | 27  | 27  | 27  | 27  | 27  | 27  |
| Sassari            | 2  | 2  | 4  | 6  | 8  | 8* | 10 | 11* | 13 | 13  | 15  | 17  | 19  | 21  | 21  | 23  | 23  | 25  | 25  | 27  | 29  | 31  | 32  | 34  | 36  | 38  |
| Secchia Rubiera    | 0  | 0  | 2  | 2  | 2  | 2  | 2  | 2   | 2  | 2   | 2   | 2   | 2   | 2   | 2   | 2   | 4   | 4   | 5   | 5   | 5   | 7   | 7   | 9   | 10  | 10  |
| Trieste            | 0  | 0  | 0  | 2  | 4  | 4  | 4  | 4   | 4  | 6   | 8   | 10  | 10  | 10  | 10* | 12  | 12  | 12  | 12  | 12  | 15* | 15  | 17  | 18  | 20  | 22  |

NOTA: l'asterisco indica che l'incontro è stato rinviato o sospeso ed è presente sia in corrispondenza del turno rinviato sia in corrispondenza del turno immediatamente successivo al recupero: esso serve a segnalare che, nella stessa giornata successiva al recupero, la formazione vincente dispone di un punteggio maggiore. L'asterisco non compare con la squadra che esce sconfitta dal recupero (né in corrispondenza del rinvio, né per il recupero stesso), invece è da usare con entrambe le squadre se il recupero termina con un pareggio: in caso di pareggio o vittoria nella partita del recupero, può comportare un incremento potenziale "anomalo" (cioè superiore ai 2 punti) nella giornata seguente dove il punteggio terrà conto di entrambe le partite (quella recuperata nel turno precedente e quella regolarmente giocata nel turno successivo: pareggio-pareggio = 2 punti; pareggio-vittoria o vittoria-pareggio = 3 punti; vittoria-vittoria = 4 punti).

#### Classifiche di rendimento

##### Rendimento andata-ritorno
| Andata     | Andata | Ritorno    | Ritorno |
|            |        |            |         |
| J.Fasano   | 21     | Conversano | 22      |
| Pressano   | 19     | Brixen     | 21      |
| Sassari    | 19     | J.Fasano   | 19      |
| Conversano | 18     | Sassari    | 19      |
| Brixen     | 15     | Meran      | 12      |
| Meran      | 12     | Trieste    | 12      |
| Bozen      | 12     | Bozen      | 11      |
| Eppan      | 11     | C.Magnago  | 11      |
| Trieste    | 10     | Pressano   | 8       |
| C.Magnago  | 9      | S.Rubiera  | 8       |
| Carpi      | 6      | Carpi      | 7       |
| S.Rubiera  | 2      | Eppan      | 4       |
| Albatro    | 2      | Albatro    | 2       |

##### Rendimento casa-trasferta
| Casa       | Casa | Trasferta  | Trasferta |
|            |      |            |           |
| Brixen     | 24   | Sassari    | 19        |
| J.Fasano   | 23   | Conversano | 18        |
| Conversano | 22   | J.Fasano   | 17        |
| Sassari    | 19   | Brixen     | 12        |
| Pressano   | 16   | Meran      | 11        |
| Bozen      | 16   | Pressano   | 11        |
| Trieste    | 15   | C.Magnago  | 8         |
| Meran      | 13   | Bozen      | 7         |
| C.Magnago  | 12   | Carpi      | 7         |
| Eppan      | 9    | Trieste    | 7         |
| S.Rubiera  | 7    | Eppan      | 6         |
| Carpi      | 6    | S.Rubiera  | 3         |
| Albatro    | 3    | Albatro    | 1         |

#### Primati stagionali
Squadre
- Maggior numero di vittorie: Junior Fasano, Conversano (19)
- Maggior numero di pareggi: Bozen (5)
- Maggior numero di sconfitte: Albatro (21)
- Minor numero di vittorie: Albatro (1)
- Minor numero di pareggi: Pressano, S. Rubiera (1)
- Minor numero di sconfitte: J. Fasano, Conversano (3)
- Miglior attacco: Conversano (726 gol fatti)
- Peggior attacco: Albatro (522 gol fatti)
- Miglior difesa: Conversano (567 gol subiti)
- Peggior difesa: Secchia Rubiera (726 gol subiti)
- Miglior differenza reti: Conversano (+159)
- Peggior differenza reti: Secchia Rubiera (-165)
- Miglior serie positiva: Junior Fasano (10, 1ª-10ª giornata)
- Peggior serie negativa: Albatro (15, 7ª-22ª giornata)

Partite
- Più gol: Carpi-J. Fasano 29-45 (74, 15ª giornata)
- Meno gol: Conversano-C. Magnago 20-15 (35, 3ª giornata)
- Maggior scarto di gol: Meran-S. Rubiera 36-19 (17, 2ª giornata), S. Rubiera-Sassari 21-38 (17, 5ª giornata), Conversano-S. Rubiera 38-21 (17, 8ª giornata)
- Maggior numero di reti in una giornata: 342 (8ª giornata)

### Giocatori

#### Classifica marcatori
| Giocatore            | Squadra         | Reti |
| -------------------- | --------------- | ---- |
| Federico Mazza       | Cassano Magnago | 177  |
| Uroš Lazarević       | Eppan           | 161  |
| Jan-Niklas Oberrauch | Eppan           | 159  |
| Albin Järlstam       | Junior Fasano   | 154  |
| Juan Pablo Cuello    | Meran           | 145  |
| Māris Veršakovs      | Secchia Rubiera | 139  |
| Alessio Moretti      | Conversano      | 137  |
| Giovanni Nardin      | Sassari         | 134  |
| Filippo Angiolini    | Junior Fasano   | 131  |
| Demis Radovčić       | Conversano      | 126  |
| Jacob Nelson         | Conversano      | 126  |
| Francesco Ceccarini  | Carpi           | 125  |
| Dean Turković        | Bozen           | 123  |
| Max Prantner         | Meran           | 118  |
| Stefano Arcieri      | Brixen          | 115  |
| Kreshnik Kasa        | Carpi           | 115  |
| Filippo Pasini       | Bozen           | 114  |
| Umberto Bronzo       | Sassari         | 113  |
| Adam Bratkovič       | Trieste         | 113  |
| Lukas Stricker       | Meran           | 112  |

## Campioni
| Vincitore Serie A1 2021-2022        |
| ----------------------------------- |
| Pallamano Conversano 1973 7º titolo |

### Formazione tipo
| N. | Giocatore                  | Ruolo            |
| -- | -------------------------- | ---------------- |
| 12 | Pasqualino Di Giandomenico | Portiere         |
| 52 | Demis Radovčić             | Ala sinistra     |
| 2  | Alessio Moretti            | Terzino sinistro |
| 10 | Ignazio De Giorgio         | Centrale         |
| 17 | Jacob Leif Nelson          | Terzino destro   |
| 23 | Gian Valentino Rossetto    | Ala destra       |
| 8  | Umberto Giannoccaro        | Pivot            |